# Den vliegenden hert
Den vliegenden hert is een rijksmonument aan de Koornmarkt in het centrum van de stad Delft, in de Nederlandse provincie Zuid-Holland. Het is een grachtenpand uit circa 1800.
Het pand heet een eenvoudige lijstgevel en is als gebruik als woonhuis. Voor dit pand gebouwd werd, heeft hier een brouwerij gezeten met dezelfde naam.

## Galerij

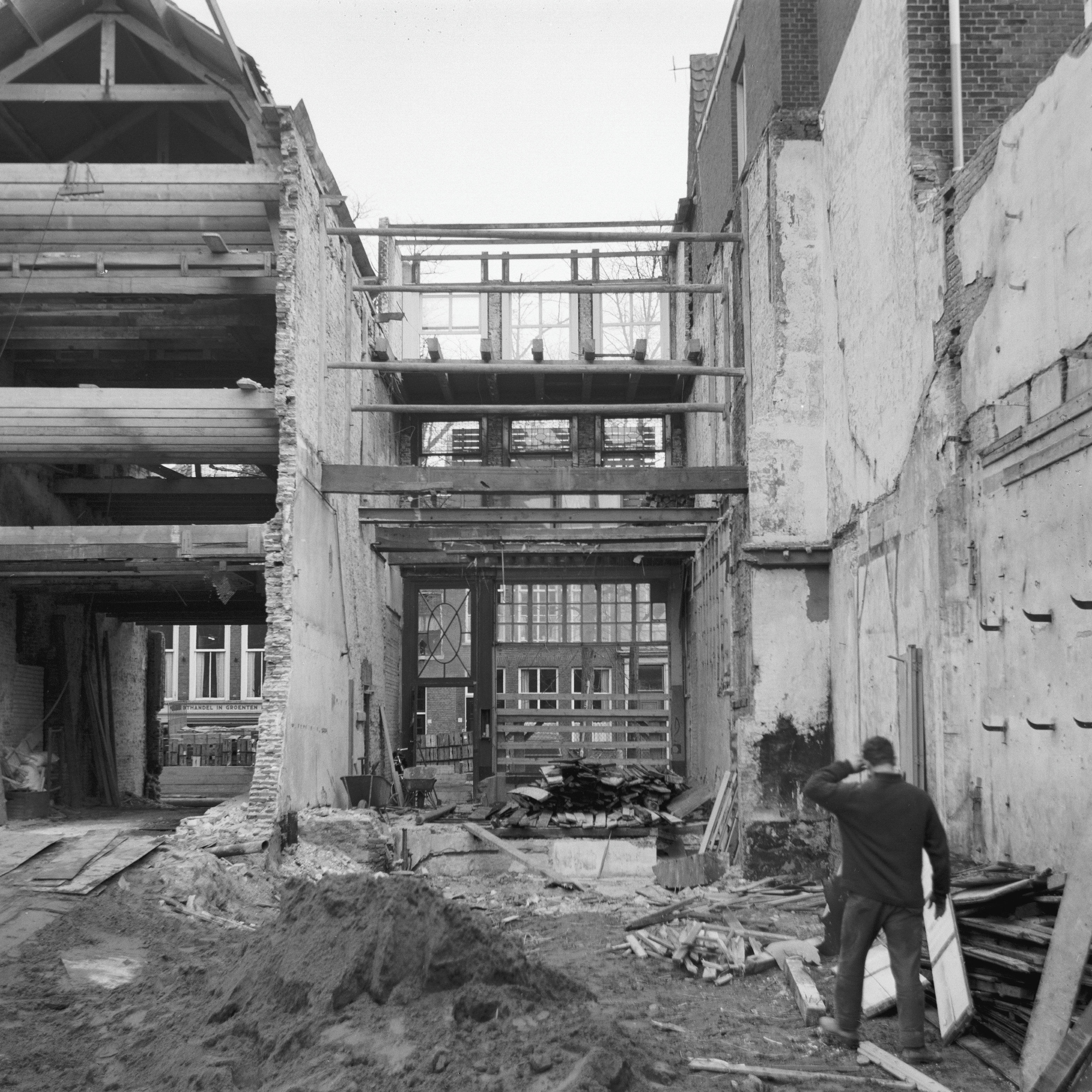
Achterzijde
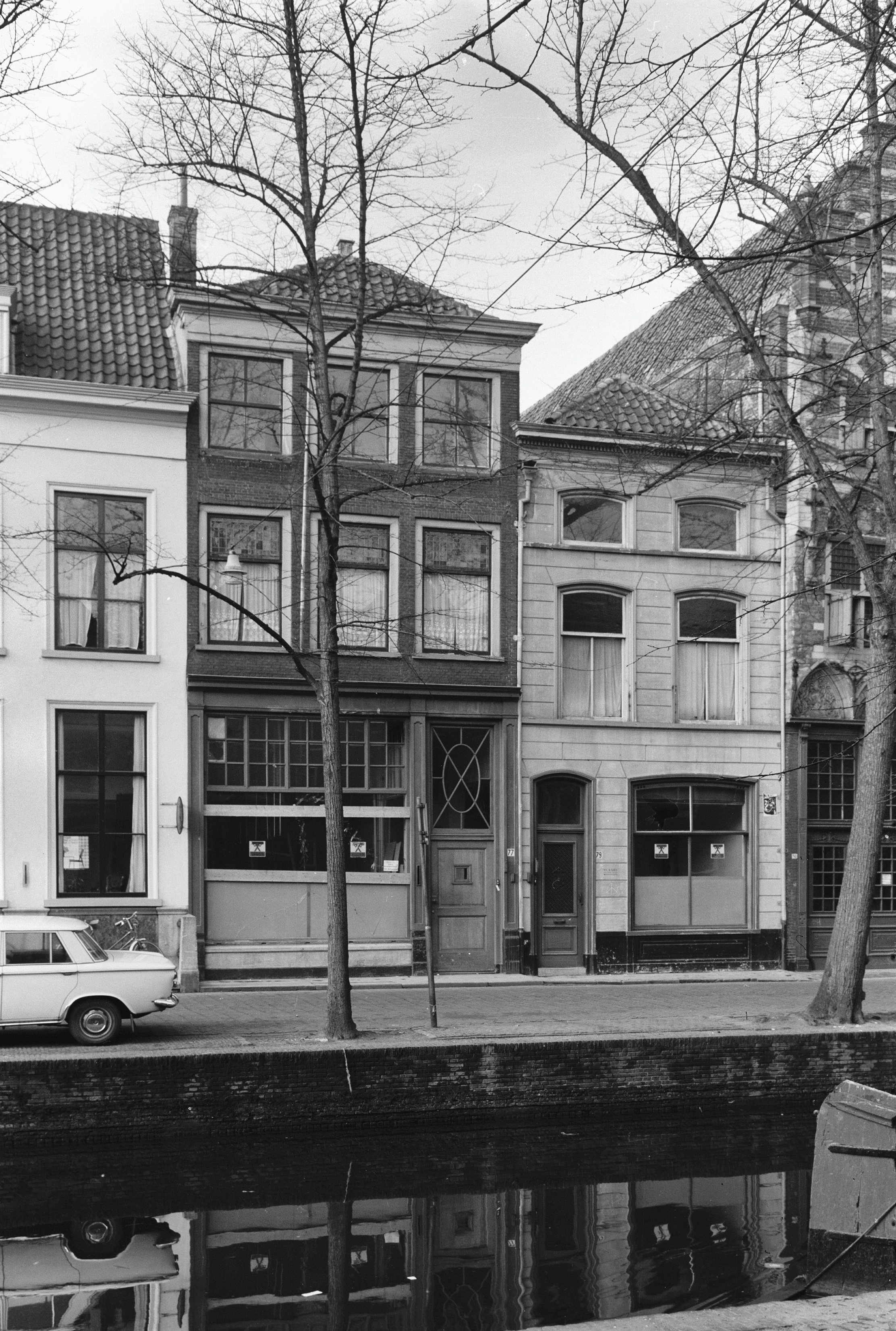
Voorgevel